# Autosalon (pořad)
Autosalon je motoristický magazín TV Prima, který prezentuje novinky ze světa automobilů všeho druhu. V pořadu se snaží neukazovat auta tak, jak je představují jejich výrobci, ale také formou testů s ostatními vozidly.

## Moderátoři
- Zbyněk Merunka
- Radek Vrtal
- Josef Vrtal
- Jiří Dvořák
- Jan Kovařík
- František Fiala
- Daniel Dítě
- Bára Pražanová
- Tereza Tobiášová
- Jan Říha
- Ondřej„Hrubis“ Hrubeš
- Martin „Muldix“ Müller